# Vanilla Fudge
Vanilla Fudge es una banda de rock estadounidense, que surgió a mediados de los años 60 en Long Island.
Cultores del rock psicodélico, y considerados un precedente del futuro heavy metal, la primera fase del grupo transcurrió desde 1966 hasta 1970, sus miembros incluían al organista Mark Stein, al bajista Tim Bogert, al guitarrista Vince Martell y al baterista Carmine Appice.
El sonido de la banda ha influenciado los primeros años de importantes nombres del heavy metal, hard rock y del rock progresivo, como Yes, Deep Purple, Black Sabbath o Uriah Heep y Sui Generis. Siguen en actividad hoy día, con tres de sus cuatro miembros originales.

## Historia
El germen de Vanilla Fudge surge en el seno de una banda llamada Electric Pigeons, formada en Long Island, Nueva York en 1965; el organista Mark Stein, el bajista Tim Bogert y el baterista Joey Brennan acortaron su nombre al de Pigeons y captaron al guitarrista Vince Martell. Giraron masivamente por la Costa Este y ganaron dinero extra apoyando en conciertos a grupos de chicas.
En 1966 el grupo grabó un paquete de ocho maquetas que se publicaron años más tarde cuando el mundo ya conocía a Vanilla Fudge bajo el nombre de Mark Stein & The Pigeons. Inspirados por The Vagrants, otra banda del circuito liderada por el guitarrista Leslie West, los Pigeons comenzaron a poner más énfasis en los arreglos de sus temas, hasta el punto que a finales del año, reemplazaron a Brennan por otro baterista técnicamente más dotado, Carmine Appice.
A principios de 1967 su mánager convenció al productor George Morton a llevarles en un "directo". Morton, impresionado por su dura versión de «You Keep Me Hangin' On», de The Supremes, les ofreció grabar un sencillo con la canción.
Como resultado del mismo, Atlantic Records bajo su sello Atco, les ofreció un contrato que requirió un cambio de nombre.
Iniciaron su nueva época con nuevo nombre, con una gira para promocionar su disco homónimo Vanilla Fudge (1967), ampliando gradualmente su número de fanes.
En 1968, lideraron junto a Steve Miller Band shows en el Fillmore West, tocaron «You Keep Me Hangin' On» en "The Ed Sullivan Show", y publicaron su segundo disco The Beat Goes On, que subió hasta el Top 20. Atco reeditó ese mismo año «You Keep Me Hangin' On», y en esta ocasión alcanzó el Top 10. Fue seguido por Renaissance, uno de los mejores discos de Vanilla Fudge, también en el Top 20. La banda lo presentó girando con Jimi Hendrix, abriendo también varios shows en la despedida de Cream y, a finales de año, fueron acompañados por Led Zeppelin, quienes en ese entonces comenzaban su primera gira por los Estados Unidos, antes de grabar su primer álbum.
En 1969 la banda siguió de gira y publicó su primer álbum sin Morton, Near the Beginning, con tintes sinfónicos. Parte del grupo grabó un anuncio radiofónico con el guitarrista Jeff Beck, y se fraguó la idea de un super-trío al estilo de Cream.

## Separaciones y reuniones
Hartos de tanta gira, la banda decidió que el de 1969 sería su último tour. Tras la publicación de su último disco Rock & Roll, Vanilla Fudge tocó unos pocos conciertos de despedida en EE. UU. y se disolvió en 1970. Bogert y Appice formaron primeramente el grupo Cactus, uniéndose posteriormente a Jeff Beck, en el supergrupo Beck, Bogert & Appice.
Se reunieron por primera vez en 1982, para luego publicar el pobremente recibido álbum Mystery (1984), aunque la banda terminó separándose en 1987.
En 1999 tres de los miembros originales (Appice, Bogert & Martell) vuelven a reunirse, y comienzan a trabajar en un nuevo dico de estudio: The Return, el cual ve la luz en el año 2002, el álbum contiene algunos viejos temas de la banda regrabados, más una buena cantidad de "covers" de otros artistas, como «Ain't That Peculiar», de Smokey Robinson, «Do Ya Think I'm Sexy?» (mega hit de Rod Stewart, co-compuesto con Appice, cuando éste era baterista del cantante británico), «Season of the Witch», de Donovan, o el famoso tema «People Get Ready» de Curtis Mayfield, entre otros.
En 2005 Vanilla Fudge se embarcaron en una gira con viejos miembros de The Doors (rebautizados como Riders on the Storm), con Steppenwolf, e incluso con unos reactivados Yardbirds.
En el año 2007 graban y editan un álbum tributo a Led Zeppelin, titulado Out Through the In Door, mientras que al año siguiente Appice y Bogert se retiran, para concentrarse en los reactivados Cactus.
Sin embargo, a lo largo de 2011 y 2012 el grupo recorre los Estados Unidos, en un tour que -en principio- fue anunciado como su gira de despedida, con Carmine Appice, Mark Stein, Vince Martell y el bajista Pete Bremy, en reemplazo de Tim Bogert.

## Discografía
- Vanilla Fudge (1967)
- The Beat Goes On (1968)
- Renaissance (1968)
- Near the Beginning (1969)
- Rock & Roll (1969)
- Mystery (1984)
- The Return (2002)
- Out Through the In Door (2007)